# Lassare il velo o per sole o per ombra
Lassare il velo o per sole o per ombra è l'undicesima lirica (RVF 11), nonché la ballata I (1), del Canzoniere di Francesco Petrarca, nella quale l'autore si lamenta che Laura gli nasconda severamente la sua figura da quando si è accorta dell'amore di lui.

## Testo
| Testo | Parafrasi |
| --- | --- |
| Lassare il velo o per sole o per ombra, donna, non vi vid’io poi che in me conosceste il gran desio ch’ogni altra voglia d’entr’al cor mi sgombra. Mentr’io portava i be’ pensier’ celati, ch’ànno la mente desïando morta, vidivi di pietate ornare il volto; ma poi ch’Amor di me vi fece accorta, fuor i biondi capelli allor velati, et l’amoroso sguardo in sé raccolto. Quel ch’i’ più desïava in voi m’è tolto: sí mi governa il velo che per mia morte, et al caldo et al gielo, de’ be’ vostr’occhi il dolce lume adombra. | Togliere il velo di giorno o di sera non Vi vidi, donna, da quando conosceste il mio grande desiderio che mi scaccia dal cuore ogni altra voglia. Mentre tenevo nascosti i pensieri d'amore, che hanno ucciso la ragione col loro desiderio, Vi vidi il volto pieno di benevolenza; ma dopo che Amore Vi fece accorgere dei miei sentimenti, allora i biondi capelli furono nascosti, e lo sguardo amoroso (fu) rivolto all'interno. Quello che io più desideravo in Voi mi è stato tolto: così mi tratta il velo che per mia pena mortale, d'estate e d'inverno, oscura la dolce luce (la dolcezza) dei Vostri occhi belli. |

## Analisi strutturale
La ballata è costituita da 14 versi, principalmente in endecasillabi con l'aggiunta di due settenari, costituiti da un ritornello di quattro strofe e una stanza di dieci. Le rime sono costruite secondo lo schema metrico XyYX/ ABCBACCdDX.